# Ramón Armando Heredia Ruarte
Ramón Armando Heredia Ruarte, també conegut com a Cacho Heredia, (Córdoba, 26 de febrer de 1951) fou un futbolista argentí de la dècada de 1970.

## Trajectòria esportiva
Començà la seva carrera esportiva el 1969 al San Lorenzo argentí, club amb el qual guanyà els dos campionats argentins de l'any 1972. L'any següent fitxà per l'Atlètic de Madrid, club amb el qual disputà la final de la Copa d'Europa de 1973 i guanyà una Copa Intercontinental el 1974, a més d'una lliga (1976-77) i una copa (1976). El 1977 signà amb el Paris Saint-Germain FC, i el 1979 retornà al seu país per fitxer pel Sarmiento de Junín, club on es retirà dos anys més tard.
Fou 30 cops internacional amb Argentina. Disputà la fase final del Mundial de 1974.
La seva carrera d'entrenador passà per clubs com Real Ávila (1992-93), CD Toledo, Atlètic de Madrid, Cadis CF, Real Jaén, Unión Deportiva San Pedro i Club Deportivo Móstoles.

## Palmarès

### Com a jugador
San Lorenzo de Almagro
- Lliga argentina de futbol: 2
  - Metropolitano 1972, Nacional 1972

Atlético de Madrid
- Copa Intercontinental de futbol: 1
  - 1974
- Lliga espanyola de futbol: 1
  - 1976-77
- Copa del Rei de futbol: 1
  - 1975-76